# Reckershausen
Reckershausen település Németországban, Rajna-vidék-Pfalz tartományban. Lakosainak száma 357 fő (2023. december 31.). Reckershausen Wüschheim, Kirchberg és Heinzenbach községekkel határos.

## Népesség
A település népességének változása:
| Lakosok száma | 331  | 362  | 363  | 355  | 355  | 357  |
|               | 1975 | 2017 | 2019 | 2021 | 2022 | 2023 |